# Каллимах (полемарх)
Каллимах (др.-греч. Καλλίμαχος) — афинский полемарх, занимал эту должность в 490 до н. э., накануне Марафонской битвы.

## Биографические сведения
Полководец Мильтиад убедил Каллимаха в необходимости битвы, однако решающее слово оставалось за последним. Несмотря на то, что голоса стратегов разделились поровну, Каллимах всё же решил принять бой.
Известно, что, согласно афинской стратегии, полемарх всегда должен был возглавлять в битве правый фланг. Левый и правый фланги окружили персов, которые прорывались в центр, и только благодаря этому умелому манёвру греки одолели многочисленное войско персов, потеряв 192 человека против более чем 6000 человек потерь персов (согласно Геродоту).
Хотя Марафонская битва и завершилась славной победой греков, полемарх Каллимах погиб во время боя.

## Память
В знак памяти о великом полководце и благодарности за принятое им судьбоносное решение для всей Эллады древние афиняне установили на Акрополе статую богини Ники, которую исследователи называют Каллимахской, поскольку считают её памятником подвигу полководца. До наших дней статуя не сохранилась полностью, однако археологи нашли несколько фрагментов.
В октябре 2010 года в честь празднования 2500-летия победы под Марафоном статуя Ники Каллимахской была восстановлена и представлена в Новом музее Акрополя в отделе архаического искусства. Высота статуи 4,68 метра, все сохранившиеся фрагменты прикреплены к металлическому стержню на свои первоначальные места, поэтому скульптура в целом максимально приближена к оригиналу.
Поскольку археологические исследования на Афинском акрополе всё ещё продолжаются, не исключено, что новые фрагменты будут найдены, и тогда реставраторы добавят их в статую. Рядом со скульптурой представлена реконструкция, выполненная греческим специалистами: она показывает, какой вид скульптура могла иметь в древности.
Кроме того герои битвы Каллимах и Мильтиад изображены на барельефе с батальной сценой Стоа Пикиле.